# Mustvee jõgi
Mustvee jõgi är ett vattendrag i Estland. Den är 39 km lång och mynnar i sjön Peipus vid staden Mustvee i landskapet Jõgevamaa. Källan ligger vid Tuimõisa i Jõgevamaa. Den utgör bitvis gräns till landskapet Ida-Virumaa. 